# أدب صدر الإسلام
الأدب في صدر الإسلام هو النتاج الثقافي والأدبي من لغة وأدب وشعر ونثر خلال الفترة الممتدة من بعثة النبي محمد إلى آخر أيام الخلفاء الراشدين، والذي ينتهي بمقتل علي بن أبي طالب عام 40 هـ.